# Zwart Huis
Hoeve Zwart Huis is een boerderij aan Sint-Jansberg 29 te Engelmanshoven.
De hoeve komt vermoedelijk aan zijn merkwaardige naam doordat ze eind 18e eeuw door de Franse overheid als zwart goed (d.w.z. voormalig kerkelijk goed) werd verkocht, in dit geval aan de familie Aspeculo. De hoeve ligt dan ook vlak bij de voormalige (Romaanse) kerk van Engelmanshoven.
Het was een halfgesloten hoeve, waarvan enkel de noordoostvleugel bewaard bleef. De bouw is in baksteen uitgevoerd, met natuurstenen vensteromlijstingen. Het betreft een woonhuis, stallen, en een wagenhuis. Het woonhuis draagt het jaartal 1745. De stalgebouwen worden onderbroken door een inrijpoort met vierkant torentje, gedekt door een schilddak. Ook het wagenhuis, dat rechts van de stallen is gelegen, heeft een inrijpoort.
De gebouwen, in 1990 gerestaureerd, zijn witgekalkt,